# VfLヴォルフスブルク
VfLヴォルフスブルク（VfL Wolfsburg、正式名称: Verein für Leibesübungen Wolfsburg-Fußball GmbH）は、ドイツ・ニーダーザクセン州・ヴォルフスブルクに本拠地を置くサッカークラブ。ヴォルフスブルクに本社を置く自動車メーカーのフォルクスワーゲンがスポンサーの一つである。

## 歴史
1945年に創設された。1990年代後半よりクラブの強化が進み、1995年にはブンデスリーガ2部のクラブでありながら、カップ戦で準優勝を果たした。1996-97シーズンにおいて、最終戦でヘルタ・ベルリンを得失点差で逆転、ブンデスリーガ1部へ昇格を果たした。

### 初のリーグ優勝

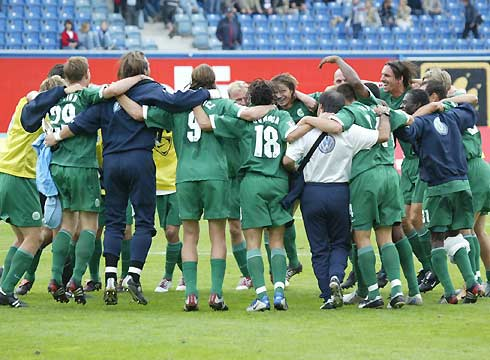
ヴォルフスブルクの選手たち (2004年)

2005-06シーズンからの2年間は残留争いに巻き込まれる不本意な成績が続いていたが、2007-08シーズンからシュトゥットガルトやバイエルン・ミュンヘンを率いたフェリックス・マガトが監督に就任。前半戦こそ30得点30失点の11位と不安定な成績で終えたものの、冬の補強でCDナシオナルからGKのディエゴ・ベナリオを、浦和レッドダイヤモンズからMFの長谷部誠らを獲得しDF組織のテコ入れを図る。この補強が功を奏して後半戦は28得点16失点と安定した戦いを見せ、クラブ史上最高の5位でシーズンを終了。2008-09シーズンのUEFAカップ出場権を獲得した。
2008-09シーズンは序盤戦こそ成績が安定しなかったものの、グラフィッチやエディン・ジェコの大ブレイクなどもあり、徐々に順位を上げていった。2009年4月4日のバイエルン・ミュンヘン戦に圧勝して首位に立つと、最終節まで勢いは衰えず、クラブ史上初のリーグ優勝（はもとより、カップ戦を含めドイツの主要国内大会初優勝）を果たした。グラフィッチは28得点で得点王、ジェコは26得点でグラフィッチに次ぐ得点ランク2位となるなど、攻撃力の高さが目立った。なお、同一チームから20得点以上の選手が2人出るのはブンデスリーガ史上初である。また、長谷部誠と大久保嘉人は、奥寺康彦以来31年ぶりにブンデスリーガ優勝を経験した日本人となった。

### リーグ優勝達成以降
ドイツ王者として出場した2009-10シーズンのUEFAチャンピオンズリーグではマンチェスター・ユナイテッドやCSKAモスクワ等と同組となり、最終節まで決勝トーナメント進出を争ったものの、マイケル・オーウェンにハットトリックを決められて、1-3でマンチェスター・ユナイテッドに敗れ、グループリーグにて敗退している。リーグも中位に低迷し、 アルミン・フェーは解任された。
2009-10シーズン以降、クラブの予算や戦力に見合わない低迷した成績が続き、2010-11シーズンはあわやブンデスリーガ2部降格という危機にまで陥った。
2010年、ヘルタ・ベルリンのフロントで手腕を振るっていたディーター・ヘーネスをゼネラルマネージャーに招聘。2011年3月には2008-09シーズン優勝時の監督フェリックス・マガトを呼び戻し、彼の主導の下、ここ暫く続いた低迷を打破しようと試みた。
その後、クラブの立ち位置としては、優勝もしくは優勝争いをするレベルまでの戦力および予算を保持していないが、チャンピオンズリーグ出場権（2011-12シーズンからは4位以内）もしくはヨーロッパリーグ出場権（国内カップ戦優勝、リーグ戦5位6位）を狙える、上位グループに位置する戦力を有している。
2014-15シーズンは、ケヴィン・デ・ブライネがエースとして躍動し、20アシストを記録した。他にもバス・ドストやイヴァン・ペリシッチらの活躍もあり、バイエルン・ミュンヘンに次ぐ2位となりCL出場権を獲得。さらに、DFBポカールでは決勝でボルシア・ドルトムントを破り初優勝を達成した。
2015-16シーズンはマンチェスター・シティに移籍したデブライネの穴を埋めるべくシャルケ04からユリアン・ドラクスラーを獲得した。他にもボルシア・メンヒェングラートバッハからマックス・クルーゼ、バイエルン・ミュンヘンからダンテらを獲得。UEFAチャンピオンズリーグはベスト8まで進んだものの、レアル・マドリードに敗れた。リーグ戦は8位終えた。
16-17シーズンはベシクタシュJKからマリオ・ゴメス、レアル・マドリードからボルハ・マジョラル、VfBシュトゥットガルトからダニエル・ディダヴィ、ボルシア・ドルトムントからヤクブ・ブワシュチコフスキ、PSVアイントホーフェンからジェフリー・ブルマなどを獲得するも、ゴメス以外のプレーヤーの得点が少なく低迷した。冬にはドラクスラーをパリ・サンジェルマンに放出し、1.FSVマインツ05からユヌス・マリ、アヤックス・アムステルダムからリーシェドリー・バズールを獲得した。しかし依然として調子が悪く、16位でシーズンを終えた。しかしブラウンシュヴァイクとの入れ替え戦に無事勝利し、1部残留を決めた。
2017-18シーズンはACミランにリカルド・ロドリゲス、オリンピック・マルセイユにルイス・グスタヴォ、ASモナコにディエゴ・ベナリオを放出した。9月18日にはアンドリース・ヨンカー監督を解任した。
2021-22シーズンは、マルク・ファン・ボメル監督が就任。

## サポーター
同じニーダーザクセン州に本拠地を置くハノーファー96やアイントラハト・ブラウンシュヴァイクとの対戦はニーダーザクセン・ダービーと呼ばれることがある。2016-2017シーズンには入れ替え戦でブラウンシュヴァイクとの対戦が実現した。
2017-2018シーズン以降観客動員数が減少しており、24,000人から25,000人の横ばい状態が続いている。TSG1899ホッフェンハイムと共に世界トップクラスの集客力のあるブンデスリーガにおいてホームゲームで空席がよく見られるチームでもある(ホームスタジアムのフォルクスワーゲン・アレーナの収容人数は30,124)。

## SKNザンクト・ペルテンとの提携関係
2021年5月、オーストリア・ブンデスリーガ2部に所属するSKNザンクト・ペルテンと2025年までの業務提携を締結した。両クラブの男子・女子部門におけるチーム強化の情報共有、国際市場におけるスカウティング、人材交流、国際マーケティングなど競技面に限定されない様々な取り組みを共同で進めていくと公表した。

## タイトル

### 国内タイトル
- ブンデスリーガ：1回 
  - 2008-09

- DFBポカール：1回
  - 2014-15

- DFLスーパーカップ：1回
  - 2015

### 国際タイトル
- なし

## 過去の成績
| シーズン | リーグ戦          | リーグ戦 | リーグ戦 | リーグ戦 | リーグ戦 | リーグ戦 | リーグ戦 | リーグ戦 | リーグ戦 | DFBポカール  |
| シーズン | ディビジョン      | 試       | 勝       | 分       | 敗       | 得       | 失       | 点       | 順位     | DFBポカール  |
| -------- | ----------------- | -------- | -------- | -------- | -------- | -------- | -------- | -------- | -------- | ------------ |
| 1992-93  | ブンデスリーガ2部 | 46       | 16       | 13       | 17       | 65       | 69       | 45       | 14位     |              |
| 1993-94  | ブンデスリーガ2部 | 38       | 15       | 10       | 13       | 47       | 45       | 40       | 5位      | 2回戦敗退    |
| 1994-95  | ブンデスリーガ2部 | 34       | 15       | 13       | 6        | 51       | 40       | 43       | 4位      | 準優勝       |
| 1995-96  | ブンデスリーガ2部 | 34       | 10       | 14       | 10       | 41       | 46       | 44       | 12位     | 1回戦敗退    |
| 1996-97  | ブンデスリーガ2部 | 34       | 14       | 16       | 4        | 52       | 29       | 58       | 2位      | 2回戦敗退    |
| 1997-98  | ブンデスリーガ1部 | 34       | 11       | 6        | 17       | 38       | 54       | 39       | 14位     | 2回戦敗退    |
| 1998-99  | ブンデスリーガ1部 | 34       | 15       | 10       | 9        | 54       | 49       | 55       | 6位      | 準決勝敗退   |
| 1999-00  | ブンデスリーガ1部 | 34       | 12       | 13       | 9        | 51       | 58       | 49       | 7位      | ベスト16     |
| 2000-01  | ブンデスリーガ1部 | 34       | 12       | 11       | 11       | 60       | 45       | 47       | 9位      | ベスト16     |
| 2001-02  | ブンデスリーガ1部 | 34       | 13       | 7        | 14       | 57       | 49       | 46       | 10位     | ベスト16     |
| 2002-03  | ブンデスリーガ1部 | 34       | 13       | 7        | 14       | 39       | 42       | 46       | 8位      | 2回戦敗退    |
| 2003-04  | ブンデスリーガ1部 | 34       | 13       | 3        | 18       | 56       | 61       | 42       | 10位     | 2回戦敗退    |
| 2004-05  | ブンデスリーガ1部 | 34       | 15       | 3        | 16       | 49       | 51       | 48       | 9位      | 1回戦敗退    |
| 2005-06  | ブンデスリーガ1部 | 34       | 7        | 13       | 14       | 33       | 55       | 34       | 15位     | 2回戦敗退    |
| 2006-07  | ブンデスリーガ1部 | 34       | 8        | 13       | 13       | 37       | 45       | 37       | 15位     | 準決勝敗退   |
| 2007-08  | ブンデスリーガ1部 | 34       | 15       | 9        | 10       | 58       | 46       | 54       | 5位      | 準決勝敗退   |
| 2008-09  | ブンデスリーガ1部 | 34       | 21       | 6        | 7        | 80       | 41       | 69       | 1位      | 準々決勝敗退 |
| 2009-10  | ブンデスリーガ1部 | 34       | 14       | 8        | 12       | 64       | 58       | 50       | 8位      | 2回戦敗退    |
| 2010-11  | ブンデスリーガ1部 | 34       | 9        | 11       | 14       | 43       | 48       | 38       | 15位     | ベスト16     |
| 2011-12  | ブンデスリーガ1部 | 34       | 13       | 5        | 16       | 47       | 60       | 44       | 8位      | 1回戦敗退    |
| 2012-13  | ブンデスリーガ1部 | 34       | 10       | 13       | 11       | 47       | 52       | 43       | 11位     | 準決勝敗退   |
| 2013-14  | ブンデスリーガ1部 | 34       | 18       | 6        | 10       | 63       | 50       | 60       | 5位      | 準決勝敗退   |
| 2014-15  | ブンデスリーガ1部 | 34       | 20       | 9        | 5        | 72       | 38       | 69       | 2位      | 優勝         |
| 2015-16  | ブンデスリーガ1部 | 34       | 12       | 9        | 13       | 47       | 49       | 45       | 8位      | 2回戦敗退    |
| 2016-17  | ブンデスリーガ1部 | 34       | 10       | 7        | 17       | 34       | 52       | 37       | 16位     | ベスト16     |
| 2017-18  | ブンデスリーガ1部 | 34       | 6        | 15       | 13       | 36       | 48       | 33       | 16位     | 準々決勝敗退 |
| 2018-19  | ブンデスリーガ1部 | 34       | 16       | 7        | 11       | 62       | 50       | 55       | 6位      | ベスト16     |
| 2019-20  | ブンデスリーガ1部 | 34       | 13       | 10       | 11       | 48       | 46       | 49       | 7位      | 2回戦敗退    |
| 2020-21  | ブンデスリーガ1部 | 34       | 17       | 10       | 7        | 61       | 37       | 61       | 4位      | 準々決勝敗退 |
| 2021-22  | ブンデスリーガ1部 | 34       | 12       | 6        | 16       | 43       | 54       | 42       | 12位     | 1回戦敗退    |
| 2022-23  | ブンデスリーガ1部 | 34       | 13       | 11       | 10       | 58       | 52       | 50       | 8位      | ベスト16     |
| 2023-24  | ブンデスリーガ1部 | 34       | 10       | 7        | 17       | 41       | 56       | 37       | 12位     | ベスト16     |
| 2024-25  | ブンデスリーガ1部 | 34       | 11       | 10       | 13       | 56       | 54       | 43       | 11位     | ベスト8      |

## 欧州の成績
| シーズン | 大会                     | ラウンド   | 対戦相手                     | ホーム | アウェー | 合計 |  |
| -------- | ------------------------ | ---------- | ---------------------------- | ------ | -------- | ---- |  |
| 1999-00  | UEFAカップ               | 1回戦      | デブレツェニ                 | 2-0    | 1-2      | 3-2  |  |
| 1999-00  | UEFAカップ               | 2回戦      | ローダ                       | 1-0    | 0-0      | 1-0  |  |
| 1999-00  | UEFAカップ               | 3回戦      | アトレティコ・マドリード     | 2-3    | 1-2      | 4-5  |  |
| 2008-09  | UEFAカップ               | 1回戦      | ラピド・ブカレスト           | 1-0    | 1-1      | 3-2  |  |
| 2008-09  | UEFAカップ               | グループE  | ミラン                       | N/A    | 2-2      | 1位  |  |
| 2008-09  | UEFAカップ               | グループE  | ヘーレンフェーン             | 5-1    | N/A      | 1位  |  |
| 2008-09  | UEFAカップ               | グループE  | ブラガ                       | N/A    | 2-3      | 1位  |  |
| 2008-09  | UEFAカップ               | グループE  | ポーツマス                   | 3-2    | N/A      | 1位  |  |
| 2008-09  | UEFAカップ               | ラウンド32 | パリ・サンジェルマン         | 1-3    | 0-2      | 1-5  |  |
| 2009-10  | UEFAチャンピオンズリーグ | グループB  | マンチェスター・ユナイテッド | 1-3    | 1-2      | 3位  |  |
| 2009-10  | UEFAチャンピオンズリーグ | グループB  | CSKAモスクワ                 | 3-1    | 1-2      | 3位  |  |
| 2009-10  | UEFAチャンピオンズリーグ | グループB  | ベシクタシュ                 | 0-0    | 3-0      | 3位  |  |
| 2009-10  | UEFAヨーロッパリーグ     | ラウンド32 | ビジャレアル                 | 4-1    | 2-2      | 6-3  |  |
| 2009-10  | UEFAヨーロッパリーグ     | ラウンド16 | ルビン・カザン               | 2-1    | 1-1      | 3-2  |  |
| 2009-10  | UEFAヨーロッパリーグ     | 準々決勝   | フラム                       | 0-1    | 1-2      | 1-3  |  |
| 2014-15  | UEFAヨーロッパリーグ     | グループH  | エヴァートン                 | 0-2    | 1-4      | 2位  |  |
| 2014-15  | UEFAヨーロッパリーグ     | グループH  | リール                       | 1-1    | 3-0      | 2位  |  |
| 2014-15  | UEFAヨーロッパリーグ     | グループH  | クラスノダール               | 5-1    | 4-2      | 2位  |  |
| 2014-15  | UEFAヨーロッパリーグ     | ラウンド32 | スポルティングCP             | 2-0    | 0-0      | 2-0  |  |
| 2014-15  | UEFAヨーロッパリーグ     | ラウンド16 | インテル                     | 3-1    | 2-1      | 5-2  |  |
| 2014-15  | UEFAヨーロッパリーグ     | 準々決勝   | ナポリ                       | 1-4    | 2-2      | 3-5  |  |
| 2015-16  | UEFAチャンピオンズリーグ | グループB  | マンチェスター・ユナイテッド | 3-2    | 1-2      | 1位  |  |
| 2015-16  | UEFAチャンピオンズリーグ | グループB  | PSV                          | 2-0    | 0-2      | 1位  |  |
| 2015-16  | UEFAチャンピオンズリーグ | グループB  | CSKAモスクワ                 | 1-0    | 2-0      | 1位  |  |
| 2015-16  | UEFAチャンピオンズリーグ | ラウンド16 | ヘント                       | 3-2    | 1-0      | 4-2  |  |
| 2015-16  | UEFAチャンピオンズリーグ | 準々決勝   | レアル・マドリード           | 2-0    | 0-3      | 2-3  |  |
| 2019-20  | UEFAヨーロッパリーグ     | グループI  | ヘント                       | 1-3    | 2-2      | 2位  |  |
| 2019-20  | UEFAヨーロッパリーグ     | グループI  | サンテティエンヌ             | 1-0    | 1-1      | 2位  |  |
| 2019-20  | UEFAヨーロッパリーグ     | グループI  | オレクサンドリーヤ           | 3-1    | 1-0      | 2位  |  |
| 2019-20  | UEFAヨーロッパリーグ     | ラウンド32 | マルメFF                     | 2-1    | 3-0      | 5-1  |  |
| 2019-20  | UEFAヨーロッパリーグ     | ラウンド16 | シャフタール・ドネツク       | 1-2    | 0-3      | 1-5  |  |
| 2020-21  | UEFAヨーロッパリーグ     | 予選2回戦  | クケシ                       | N/A    | 4-0      | N/A  |  |
| 2020-21  | UEFAヨーロッパリーグ     | 予選3回戦  | デスナ・チェルニーヒウ       | 2-0    | N/A      | N/A  |  |
| 2020-21  | UEFAヨーロッパリーグ     | プレーオフ | AEKアテネ                    | N/A    | 1-2      | N/A  |  |
| 2021-22  | UEFAチャンピオンズリーグ | グループG  | リール                       | 1-3    | 0-0      | 4位  |  |
| 2021-22  | UEFAチャンピオンズリーグ | グループG  | セビージャ                   | 1-1    | 0-2      | 4位  |  |
| 2021-22  | UEFAチャンピオンズリーグ | グループG  | レッドブル・ザルツブルク     | 2-1    | 1-3      | 4位  |  |

## 現所属メンバー
ブンデスリーガ 2023-24シーズン 基本フォーメーション(4-2-3-1)
2025年8月10日現在
注：選手の国籍表記はFIFAの定めた代表資格ルールに基づく。
| No. | Pos. |              | 選手名                             |
| --- | ---- | ------------ | ---------------------------------- |
| 1   | GK   | ポーランド   | カミル・グラバラ                   |
| 2   | DF   | ドイツ       | キリアン・フィッシャー             |
| 3   | DF   | スロバキア   | デニス・ヴァヴロ                   |
| 4   | DF   | ギリシャ     | コンスタンティノス・コウリエラキス |
| 5   | MF   | ブラジル     | ヴィニ・ソウザ                     |
| 6   | MF   | ベルギー     | アステル・ヴランクス ()            |
| 7   | MF   | デンマーク   | アンドレアス・スコフ・オルセン     |
| 8   | MF   | ハンガリー   | ベンセ・ダルダイ ()                |
| 9   | FW   | アルジェリア | モハメド・アムーラ                 |
| 10  | MF   | クロアチア   | ロヴロ・マイェル                   |
| 11  | FW   | ポルトガル   | ティアゴ・トマス                   |
| 12  | GK   | オーストリア | パバオ・ペルヴァン                 |
| 13  | DF   | ブラジル     | ホジェリオ ()                      |
| 15  | DF   | ドイツ       | モリッツ・イェンツ ()              |
| 17  | FW   | ドイツ       | ジェナン・ペイチノヴィッチ ()      |

| No. | Pos. |                | 選手名                          |
| --- | ---- | -------------- | ------------------------------- |
| 18  | MF   | チェコ         | ヴァーツラフ・チェルニー        |
| 19  | MF   | デンマーク     | イェスパー・リンドストロム      |
| 21  | DF   | デンマーク     | ヨアキム・メーレ                |
| 22  | DF   | フランス       | マティス・アンジェリー          |
| 23  | FW   | デンマーク     | ヨーナス・ヴィンド              |
| 25  | DF   | ドイツ         | アーロン・ツェンター            |
| 27  | MF   | ドイツ         | マクシミリアン・アルノルト ()   |
| 29  | GK   | ドイツ         | マリウス・ミュラー              |
| 30  | GK   | ポーランド     | ヤクブ・ジエリンスキ            |
| 31  | MF   | ドイツ         | ヤニック・ゲルハルト            |
| 32  | MF   | スウェーデン   | マティアス・スヴァンベリ        |
| 33  | DF   | ドイツ         | デヴィッド・オドグ ()           |
| 37  | FW   | ポルトガル     | デイヴィッド・リール・コスタ () |
| 39  | MF   | オーストリア   | パトリック・ヴィマー            |
| 40  | MF   | アメリカ合衆国 | ケヴィン・パレデス ()           |

※括弧内の国旗はその他の保有国籍を示す。
監督
- ポール・シモニス（英語版）

### ローン移籍選手
in
注：選手の国籍表記はFIFAの定めた代表資格ルールに基づく。
| No. | Pos. |            | 選手名                              |
| --- | ---- | ---------- | ----------------------------------- |
| 19  | FW   | デンマーク | イェスパー・リンドストロム (ナポリ) |

out
注：選手の国籍表記はFIFAの定めた代表資格ルールに基づく。
| No. | Pos. |        | 選手名                      |
| --- | ---- | ------ | --------------------------- |
| --  | MF   | ドイツ | ヤクブ・カミンスキ (ケルン) |

| No. | Pos. |            | 選手名                              |
| --- | ---- | ---------- | ----------------------------------- |
| --  | MF   | クロアチア | バルトル・フラニッチ (ヴェネツィア) |

## 歴代監督
出典
| - ファルカシンスキ・イムレ 1974-1975 - フリッツ・ショルマイヤー 1975 - ギュンター・ブロックマイヤー 1975 - パウル・クリーツマン 1975-1976 - ラドスラフ・モミルスキ 1976-1978 - ファルカシンスキ・イムレ 1978 - ヘンク・ファン・メテレン 1978-1979 - ヴィルトフリート・ケマー 1979-1983 - ファルカシンスキ・イムレ 1983-1984 - ヴォルフ＝リュディガー・クラウゼ 1984-1988 - ホルスト・ルベッシュ 1988-1989 - エルンスト・メンツェル 1988-1991 - ウーヴェ・エアケンブレッヒャー 1991-1993 - ディーター・ヴィンター 1993 - エックハルト・クラウツン 1993-1995 - ゲルト・ローゲンザック 1995 - ヴィリ・ライマン 1995-1998 - ウーヴェ・エアケンブレッヒャー 1998 - ヴォルフガング・ヴォルフ 1998.3-2003.3 - ユルゲン・レーバー 2003.3-2004.4 | - エリック・ゲレツ 2004.4-2005.5 - ホルガー・ファッハ 2005.6-2005.12 - クラウス・アウゲンターラー 2005.12-2007.5 - フェリックス・マガト 2007.5-2009.6 - アルミン・フェー 2009.7-2010.1 - ローレンツ＝ギュンター・ケストナー 2010.1-2010.6 - スティーブ・マクラーレン 2010.7-2011.2 - ピエール・リトバルスキー 2011.2-2011.3 - フェリックス・マガト 2011.3-2012.10 - ローレンツ＝ギュンター・ケストナー 2012.10-2012.12 - ディーター・ヘッキング 2013.1-2016.10 - ヴァレリアン・イスマエル 2016.10-2017.2 - アンドリース・ヨンカー 2017.2-2017.9 - マルティン・シュミット 2017.9-2018.2 - ブルーノ・ラッバディア 2018.2-2019.6 - オリバー・グラスナー 2019.7-2021.5 - マルク・ファン・ボメル 2021.5-2021.10 - ミヒャエル・フロンツェック (暫定) 2021.10 - フロリアン・コーフェルト 2021.10-2022.5 - ニコ・コヴァチ 2022.5-2024.3 - ラルフ・ハーゼンヒュットル 2024.3-2025.5 - ダニエル・バウワー 2025.5.-2025.7 - ポール・シモニス 2025.7- |

## 歴代所属選手

### GK
- イェスパー・クリスティアンセン 2002-2003
- マルヴィン・ヒッツ 2008-2013
- ディエゴ・ベナリオ 2008-2017

### DF
- ケヴィン・ホフラント 2004-2007
- ファクンド・キロガ 2004-2008
- リカルド・コスタ 2007-2010
- マルセル・シェーファー 2007-2017
- クリスティアン・ザッカルド 2008-2009
- アンドレア・バルツァッリ 2008-2011
- アルネ・フリードリヒ 2010-2011
- シモン・ケアー 2010-2013
- エマヌエル・ポガテッツ 2012-13
- リカルド・ロドリゲス 2012-2017
- ダンテ 2015-2016
- ジョン・アンソニー・ブルックス 2017-2022
- ジェローム・ルシヨン 2018-2023.1
- パウロ・オタヴィオ 2019-2023

### MF
- クラウディオ・レイナ 1997-1999
- ディートマー・キューバウアー 2000-2002
- ミロスラフ・カルハン 2001-2007
- ロブソン・ポンテ 2001-2003
- シュテファン・エッフェンベルク 2002-2003
- ドゥシャン・ペトコビッチ 2003-2004
- ミルコ・フルゴビッチ 2003-2005
- アンドレス・ダレッサンドロ 2003-2006
- ジョズエ 2007-2013.1
- サシャ・リーター 2007-2011
- クリスティアン・ゲントナー 2007-2010
- ズヴェズダン・ミシモヴィッチ 2008-2010
- 長谷部誠 2008.1-2013
- カリム・ジアニ 2009-2011
- ジエゴ 2010-2014
- クリスティアン・トレーシュ 2010-
- トーマス・ヒッツルスペルガー 2011-2012
- ヴァーツラフ・ピラシュ 2012-2015
- ケヴィン・デ・ブライネ 2014-2015
- レナト・シュテフェン 2018.1-2022
- ザヴェル・シュラーガー 2019-2022
- ヨシプ・ブレカロ 2016-2023.1
- ジョシュア・ギラヴォギ 2016-2023

### FW
- ブライアン・マクブライド 1995-1996
- ジョシュア・ケネディ 2000-2002
- トミスラフ・マリッチ 2000-2003, 2004-2005
- マルティン・ペトロフ 2001-2005
- マルコ・トピッチ 2003-2004
- マイク・ハンケ 2005-2007
- アシュカン・デヤガー 2007-2012
- エディン・ジェコ 2007-2010
- グラフィッチ 2007-2011
- 大久保嘉人 2009.1-2009.6
- オバフェミ・マルティンス 2009-2010
- マリオ・マンジュキッチ 2010-2012
- ナシム・ベン・カリファ 2010-2011
- パトリック・ヘルメス 2011-2013
- ディヴォック・オリジ 2017-2018
- ボウト・ベグホルスト 2018-2022.1